# Жанаоткель
Жанаоткель (каз. Жаңаөткел) — село в Жуалынском районе Жамбылской области Казахстана. Входит в состав Тогызтарауского сельского округа. Код КАТО — 314265300.

## Население
В 1999 году население села составляло 336 человек (172 мужчины и 164 женщины). По данным переписи 2009 года, в селе проживало 275 человек (142 мужчины и 133 женщины).